# Gustav Malja

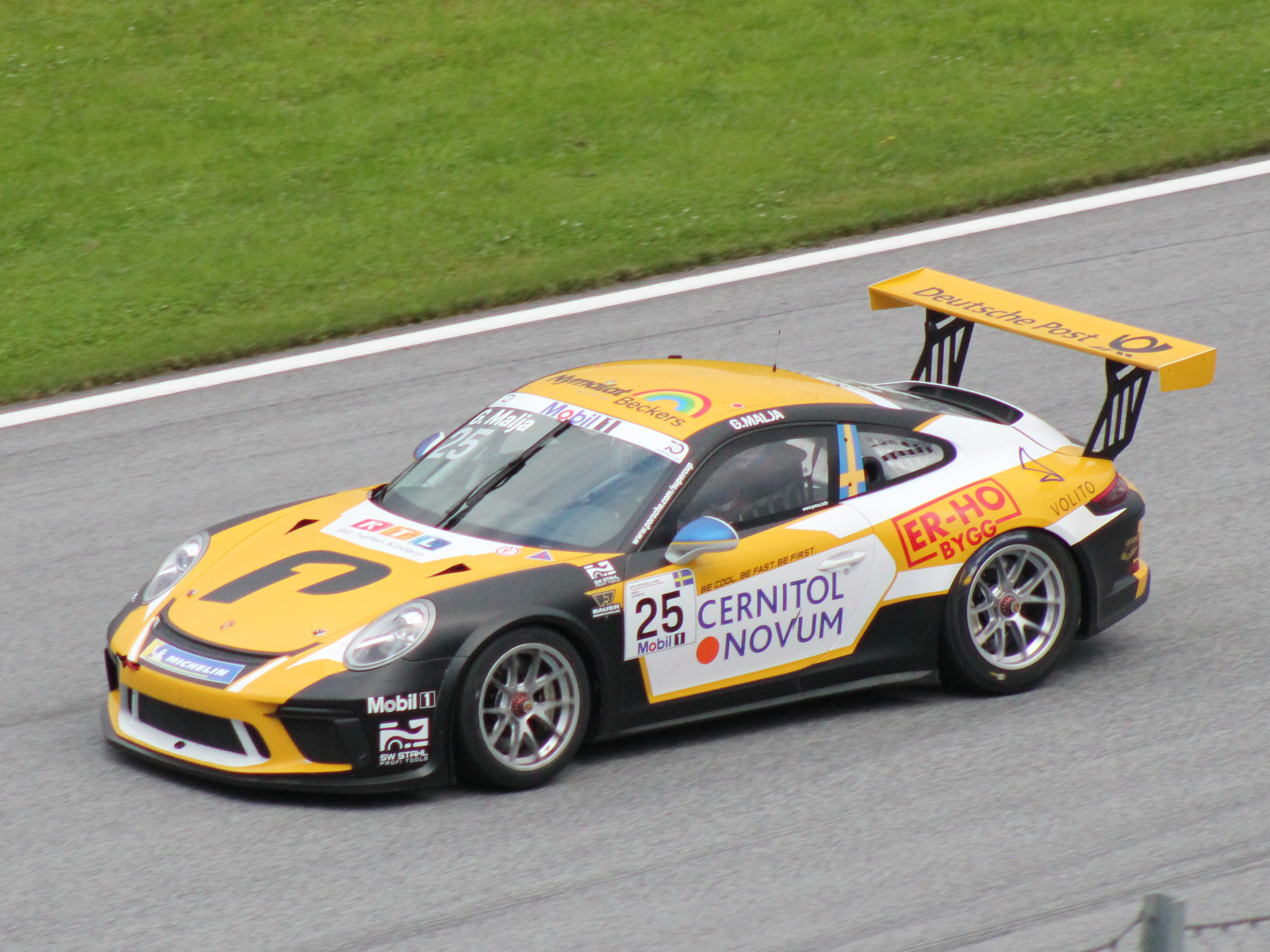
Gustav Malja en la Porsche Supercup.

Gustav Malja (Malmö, 4 de noviembre de 1995) es un piloto de automovilismo sueco.

## Carrera
Malja comenzó su carrera en el automovilismo en el karting en 2006 en la Fórmula Micro, donde ganó el Trofeo Gunnar Nilsson Memorial en 2007. En 2009 ganó el Gran Premio de Gotemburgo, una de las carreras de karts más importantes del país, y se convirtió en campeón de Suecia en la clase KF3. En 2010 compitió en varias competiciones europeas, incluido el Campeonato de Europa CIK-FIA, en el que terminó 22.º.
En 2011 Malja hizo el cambio a las carreras de fórmula, conduciendo en el ADAC Fórmula Masters para el equipo Neuhauser Racing. Consiguió su primer podio en el TT Circuit Assen con un tercer puesto detrás de Emil Bernstorff y Lucas Wolf y así terminó decimotercero en el campeonato con 69 puntos. En 2012 continuó pilotando para Neuhauser y logró tres victorias en Sachsenring y Nürburgring. Con otros trece puestos en el podio, terminó segundo en el campeonato detrás de Marvin Kirchhöfer con 307 puntos.
En 2013 Malja cambió a la Eurocopa de Fórmula Renault, en la que compitió para el equipo Josef Kaufmann Racing. Tuvo una temporada difícil, en la que terminó vigésimo en el campeonato por solo octavo en el Circuito Paul Ricard con cuatro puntos. También condujo para Kaufmann en tres de los siete fines de semana de carreras en la Copa de Europa del Norte de Fórmula Renault, en los que terminó decimoquinto con 98 puntos por podio en Nürburgring y Autodrom Most.
En 2014 Malja continuó conduciendo para Kaufmann, con programas completos tanto en la Eurocup como en el NEC. En la Eurocopa mejoró hasta la duodécima plaza del campeonato con 49 puntos, siendo la cuarta plaza en Hungaroring como mejor resultado. En el NEC logró dos victorias en Hockenheimring y Nürburgring y así terminó quinto en el campeonato con 193 puntos. A finales de ese año, fue nombrado 'Piloto del año' por la Performance Academy del equipo de Fórmula 1 McLaren.
En 2015, Malja cambió a la Fórmula Renault 3.5 Series, en la que comenzó a conducir para el equipo Strakka Racing. También se unió al equipo Trident Racing en la GP2 Series durante el fin de semana de carreras en Spa-Francorchamps ese año como reemplazo del enfermo René Binder. Durante los dos últimos fines de semana de carreras en el Circuito Internacional de Baréin y el Circuito Yas Marina, interviene en el equipo Rapax para reemplazar al lesionado Robert Vișoiu.
En 2016, Malja pasó a tiempo completo a GP2, donde volvió a jugar para el equipo Rapax junto a Arthur Pic. En la segunda mitad de la temporada consiguió dos podios en Spa-Francorchamps y en el Autodromo Nazionale di Monza y así terminó decimotercero en la clasificación final con 53 puntos.
En 2017, siguió activo en la GP2, que ha cambiado de nombre a Fórmula 2. Corrió para el equipo Racing Engineering u logró un podio en la que sería su última temporada en la categoría. Ese mismo año probó el Sauber C36 de Fórmula 1 en pruebas posteriores al GP de Hungría.
Tras eso, Malja corre en campeonatos monomarca de Porsche.

## Resultados

### GP2 Series
(Clave) (negrita indica pole position) (cursiva indica vuelta rápida puntuable)

| Año  | Escudería | 1   | 1   | 2   | 2   | 3   | 3   | 4   | 4   | 5   | 5   | 6   | 6   | 7   | 7   | 8   | 8   | 9   | 9   | 10  | 10  | 11  | 11  | Pos. | Puntos | Ref.  |
| ---- | --------- | --- | --- | --- | --- | --- | --- | --- | --- | --- | --- | --- | --- | --- | --- | --- | --- | --- | --- | --- | --- | --- | --- | ---- | ------ | ----- |
| 2015 |           | SAK | SAK | BAR | BAR | MON | MON | SPI | SPI | SIL | SIL | BUD | BUD | SPA | SPA | MNZ | MNZ | SOC | SOC | SAK | SAK | YMC | YMC | 25º  | 1      | [ 8 ] |
| 2015 | Trident   |     |     |     |     |     |     |     |     |     |     |     |     | 10  | 18  |     |     |     |     |     |     |     |     | 25º  | 1      | [ 8 ] |
| 2015 | Rapax     |     |     |     |     |     |     |     |     |     |     |     |     |     |     |     |     |     |     | 16  | 13  | 16  | C   | 25º  | 1      | [ 8 ] |
| 2016 | Rapax     | BAR | BAR | MON | MON | BAK | BAK | SPI | SPI | SIL | SIL | BUD | BUD | HOC | HOC | SPA | SPA | MNZ | MNZ | KUA | KUA | YMC | YMC | 13.º | 53     | [ 4 ] |
| 2016 | Rapax     | 9   | 10  | 14  | 12  | 10  | Ret | 13  | 16  | 22  | 19  | 13  | 14  | 6   | 8   | 8   | 2   | 3   | 7   | 9   | 5   | Ret | 14  | 13.º | 53     | [ 4 ] |

### Campeonato de Fórmula 2 de la FIA
(Clave) (negrita indica pole position) (cursiva indica vuelta rápida puntuable)

| Año  | Escudería          | 1   | 1   | 2   | 2   | 3   | 3   | 4   | 4   | 5   | 5   | 6   | 6   | 7   | 7   | 8   | 8   | 9   | 9   | 10  | 10  | 11  | 11  | Pos. | Puntos | Ref.  |
| ---- | ------------------ | --- | --- | --- | --- | --- | --- | --- | --- | --- | --- | --- | --- | --- | --- | --- | --- | --- | --- | --- | --- | --- | --- | ---- | ------ | ----- |
| 2017 | Racing Engineering | SAK | SAK | BAR | BAR | MON | MON | BAK | BAK | SPI | SPI | SIL | SIL | BUD | BUD | SPA | SPA | MNZ | MNZ | JER | JER | YMC | YMC | 13.º | 44     | [ 5 ] |
| 2017 | Racing Engineering | 18  | 13  | 7   | 6   | 6   | 3   | 11  | 13  | 12  | 15  | 14  | 9   | 13  | NC  | 4   | 11  | 8   | 18  | 14  | 18  | 11  | 17  | 13.º | 44     | [ 5 ] |